# Идельсон, Беба
Беба Идельсон (ивр. בבה אידלסון‎, в девичестве Трахтенберг; 14 октября 1895, Екатеринослав — 5 декабря 1975, Тель-Авив) — сионистская активистка и израильский политик.

## Биография
Беба Идельсон родилась в Екатеринославе в Российской империи в 1895 году. Когда ей было восемь лет, её мать Ривка Рыжовская умерла, рожая тринадцатого ребёнка, в возрасте четырнадцати лет она потеряла и отца Ицхока Трахтенберга. Вместе со своей бабушкой и братом она помогала поддерживать семью. В 1912 году окончила среднюю школу, а также продолжила обучение экономике и социальным наукам в университете. В 1913 году, под воздействием впечатления от дела Бейлиса, она заинтересовалась сионизмом, а в 1915 году присоединилась к организации «Молодёжь Сиона» (позже вошедшей в партию Ха-шомер ха-цаир). В 1917 году она присоединилась к сионистской социалистической партии и вышла замуж за Израиля Идельсона (позже Исраэль Бар-Ехуда), старого члена партии. За свою сионистскую активность они были сосланы в Сибирь. В этом году она родила единственную дочь, Ребекку. В 1924 году, благодаря покровительству жены Максима Горького, их высылка была заменена на депортацию в Палестину.

## Сионистская и политическая активность
Между 1924 и 1926 годами Идельсон принимала активное участие во Всемирном союзе социалистов-сионистов в Европе, а в 1926 году её семья эмигрировала в Палестину. Муж занимался партийной работой и стал секретарем комитета рабочих в Петах-Тикве, а Беба работала по сельскохозяйственной линии. Позже она развелась с И. Идельсоном и вышла замуж за Хаима Хальперина. С 1927 по 1928 год работала статистиком Всемирной сионистской организации, а затем присоединилась к партии «Ахдут ха-Авода». В 1930 году она стала секретарем «Совета работающих женщин» и возглавила несколько женских организаций. Она была делегатом в Еврейском национальном совете и поддерживала связи со многими социалистическими лидерами, возможно, в том числе с Львом Троцким.
Во время Второй мировой войны Идельсон с Международной женской сионистской организации были главными движущими силами добровольцев еврейских женщин с Ишува в британской армии. Всего в вспомогательной территориальной службе находилось 3200 женщин, а во вспомогательных женских военно-воздушных силах — 789 человек.

## Политическая карьера
После создания в 1948 году Израиля, Идельсон была членом Временного государственного совета и возглавила Комитет флагов и гербов, избравший Герб Израиля.
В 1949—1965 годах Идельсон была избрана в первые пять созывов кнессета от партии МАПАЙ. Она была членом конституционного комитета, комитета права и правосудия, комитета по делам внутренней политики, комитета по иностранным делам и обороне и комитета труда. Она способствовала социальным реформам и равенства женщин и выступала против религиозного принуждения. В 1960 году она была председателем девятого Комитета Гистадрута и была его членом до 1965 года. С 1968 по 1975 год была председателем Всемирного движения женщин-пионеров. Вышла из Совета рабочих женщин в 1974 году.
Беба Идельсон умерла в 1975 году.